# Irmengard Senoner
Irmengard Senoner OCist (* 23. April 1942 in Wolkenstein, Südtirol, Italien als Josefine Senoner) ist eine italienische Zisterzienserin, sie war zwischen 1983 und 2022 Äbtissin der Abtei Mariengarten.

## Ordensleben
Josefine Senoner besuchte die Schule der Abtei Mariengarten, wo sie mit dem Vorbehalt ihrer Eltern 1960 in das Noviziat eintrat und den Ordensnamen Irmengard annahm. Nach der einfachen Profess 1970 besuchte sie das Pädagogische Gymnasium in Meran und absolvierte ein Sprach- und Theologiestudium an der Universität Verona bzw. am dortigen Priesterseminar.
Am 28. August 1983 wählte der Konvent von Mariengarten Senoner zur dritten Äbtissin. Mit diesem Amt wurde ihr auch die Leitung für die Schuleinrichtungen des Klosters übertragen. Während Senoners Amtszeit fanden in der Abtei umfangreiche Umbau- und Sanierungsarbeiten statt, wozu die Sanierung des Klosters und der Abteikirche sowie die Adaptierung der Schulgebäude zählen.
Am 7. September 2022 legte Irmengard Senoner ihr Amt als Äbtissin nieder, am selben Tag wurde Benedikta Gurschler zu ihrer Nachfolgerin gewählt.

## Ehrungen
Für ihre Verdienste um das Kloster, die Internatsschule und die Landwirtschaft wurde sie 2018 mit der Verdienstmedaille des Landes Tirol ausgezeichnet.